# Sistema de propulsión

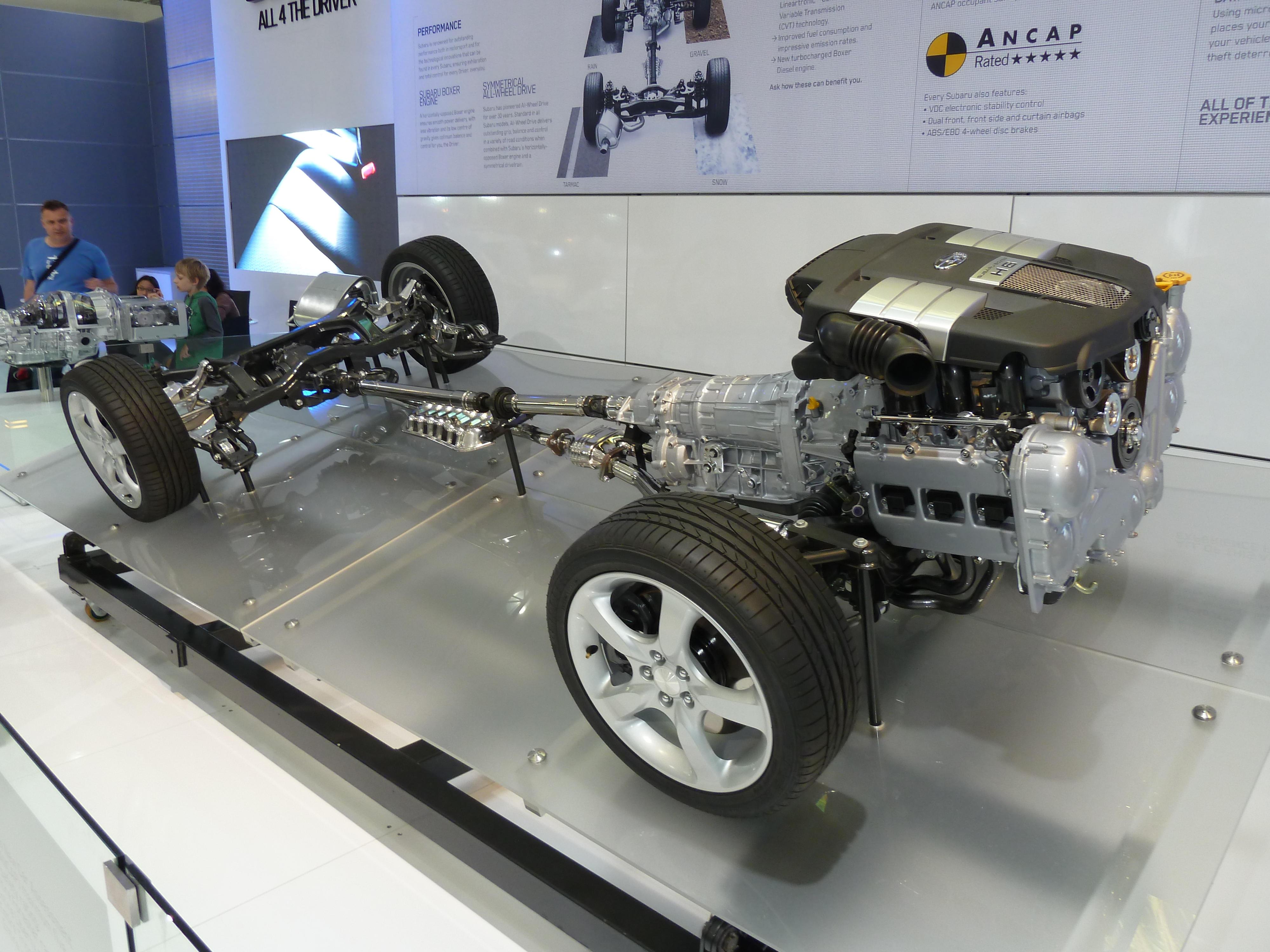
Tren de potencia de un automóvil de combustión, compuesto de un motor (con tubo de escape), transmisión, eje de transmisión, suspensión y ruedas; los de los vehículo eléctrico no cuentan con tubo de escape.

Un sistema de propulsión o tren motor es el sistema que usa un vehículo para moverse. Esto incluye varios tipos de componentes: motor, sistema de transmisión, ejes de transmisión, diferenciales, ruedas, hélices, orugas, baterías y tanques o depósitos de combustible.
Durante el siglo XX y las dos primeras décadas del XXI, numerosos vehículos utilizaban motores de combustión, en particular automóviles, camiones, autobuses, barcos y aviones, impulsados típicamente por combustibles fósiles tales como la gasolina, el gasóleo o el fuel oil.
En paralelo, se desarrollaron motores eléctricos, que comenzaron a aplicarse a algunos vehículos. Los vehículos eléctricos toman energía eléctrica de una batería, supercondensador, pila de combustible o de una fuente provista en el carril / catenaria (en el caso de trenes y tranvías).
Para hacer frente a los problemas ambientales, se han desarrollado distintos sistemas de propulsión alternativa, entre ellos las pilas de combustible, los frenos regenerativos, las baterías inerciales o los sistemas de propulsión híbridos.